# Bujnaksk
Bujnaksk (ros. Буйна́кск, wcześniej Temir-Chan-Szura) – miasto w Rosji, Dagestanie.

## Historia
Miasto zostało założone w 1834 roku. W 1920 było siedzibą władz Republiki Górskiej Północnego Kaukazu. W maju 1970 roku Bujnaksk nawiedziło trzęsienie ziemi.
4 kweitnia 1999 roku w mieście doszło do serii zamachów bombowych na budynki mieszkalne, związanych z wybuchem drugiej wojny czeczeńskiej. Doszło do eksplozji ładunków wybuchowych, umieszczonych w ciężarówce zaparkowanej przed budynkiem, w której byli zakwaterowani żołnierze rosyjskiej armii. Zginęły 64 osoby, a kilkadziesiąt innych zostało rannych.

## Demografia

### Liczba ludności
| 1897   | 1926   | 1939   | 1959   | 1967   | 1970   | 1979   | 1989   | 1992   | 1998   |
| ------ | ------ | ------ | ------ | ------ | ------ | ------ | ------ | ------ | ------ |
| 9 200  | 9 500  | 22 100 | 33 000 | 38 000 | 37 900 | 46 600 | 56 800 | 58 500 | 58 700 |
| 2002   | 2007   | 2021   |        |        |        |        |        |        |        |
| 61 437 | 61 300 | 66 422 |        |        |        |        |        |        |        |